# Annika Björklund
Annika Björklund, född 10 september 1898 i Gävle, död december 1962, var en svensk kompositör och författare. Hon var även verksam under pseudonymen Sture Wintergård. Gift från 1921 med författaren och redaktören Carl Johan Björklund.